# ハイデラバード州議会議事堂

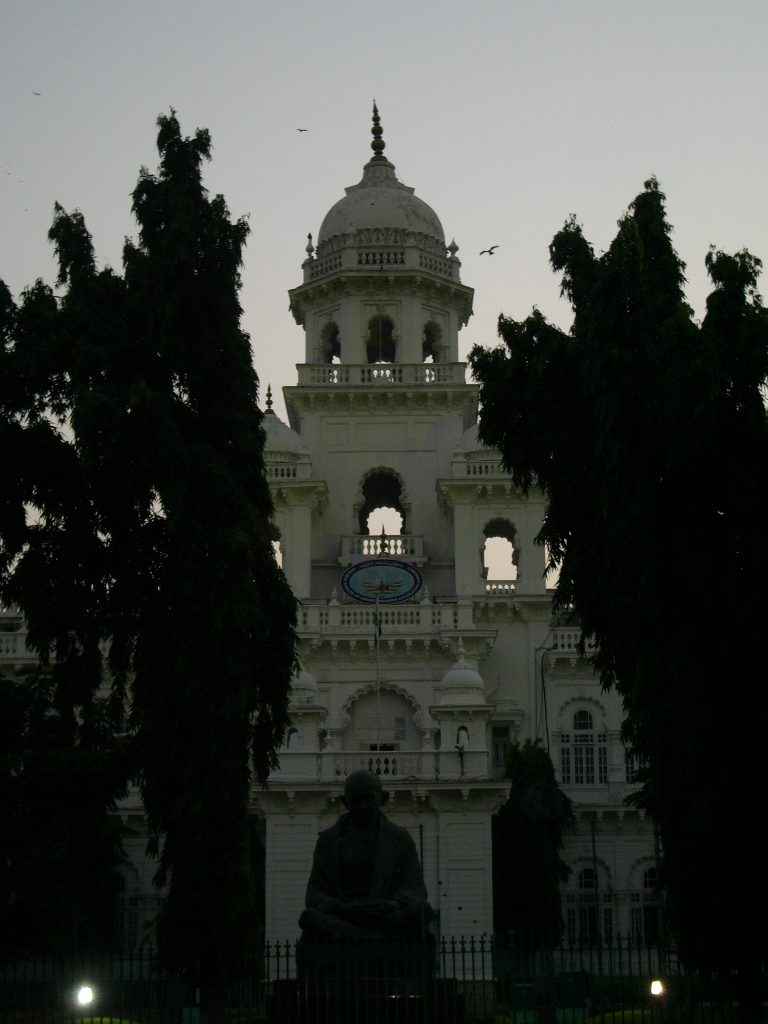
ハイデラバード州議会議事堂

ハイデラバード州議会議事堂（ハイデラバードしゅうぎかいぎじどう、英語: Andhra Pradesh State Assembly）は、フセイン・サーガルの南、ハイデラバードの中心部に位置する。
1913年に完成したこの壮大な建物が、昔はニザームの公会堂であった事はほとんど知られていない。マフブーブ・アリー・ハーンの40歳の誕生日を祝って、藩王国民が募った基金をもとに建築された。
建築特別委員会によって設計された珠玉の白い宝石とも呼べるこの本館建物は、ラージャスターン－ペルシア様式が取り入れられたとても美しいものである。現在は、295席を有するアーンドラ・プラデーシュ州の立法府である。現在見る建物には、新たに大臣や政党の執務用の建物が加えられている。また、正面には大きなマハトマ・ガンディー像がある。
すぐ隣にパブリックガーデンがあり、また市バスの大きな停留所があるので、アクセスは便利である。正面にある大きな交差点をはさんで、クリケットグラウンドがある。